# Muhabura
El Muhabura (kinyarwanda Ikirunga cya Muhabura) és un volcà extint de les muntanyes Virunga, a la frontera entre els països africans de Ruanda i Uganda. Amb 4.127 metres, la muntanya Muhabura és el tercer cim més alt de les vuit muntanyes principals de la serralada, que formen part de la falla Albertina, la branca occidental del Rift d'Àfrica Oriental. Muhabura s'assenta en part en el Parc Nacional dels Volcans, a Ruanda, i en part en el Parc Nacional del Goril·la Mgahinga, a Uganda. La muntanya es pot pujar en un dia, des del costat ugandès.

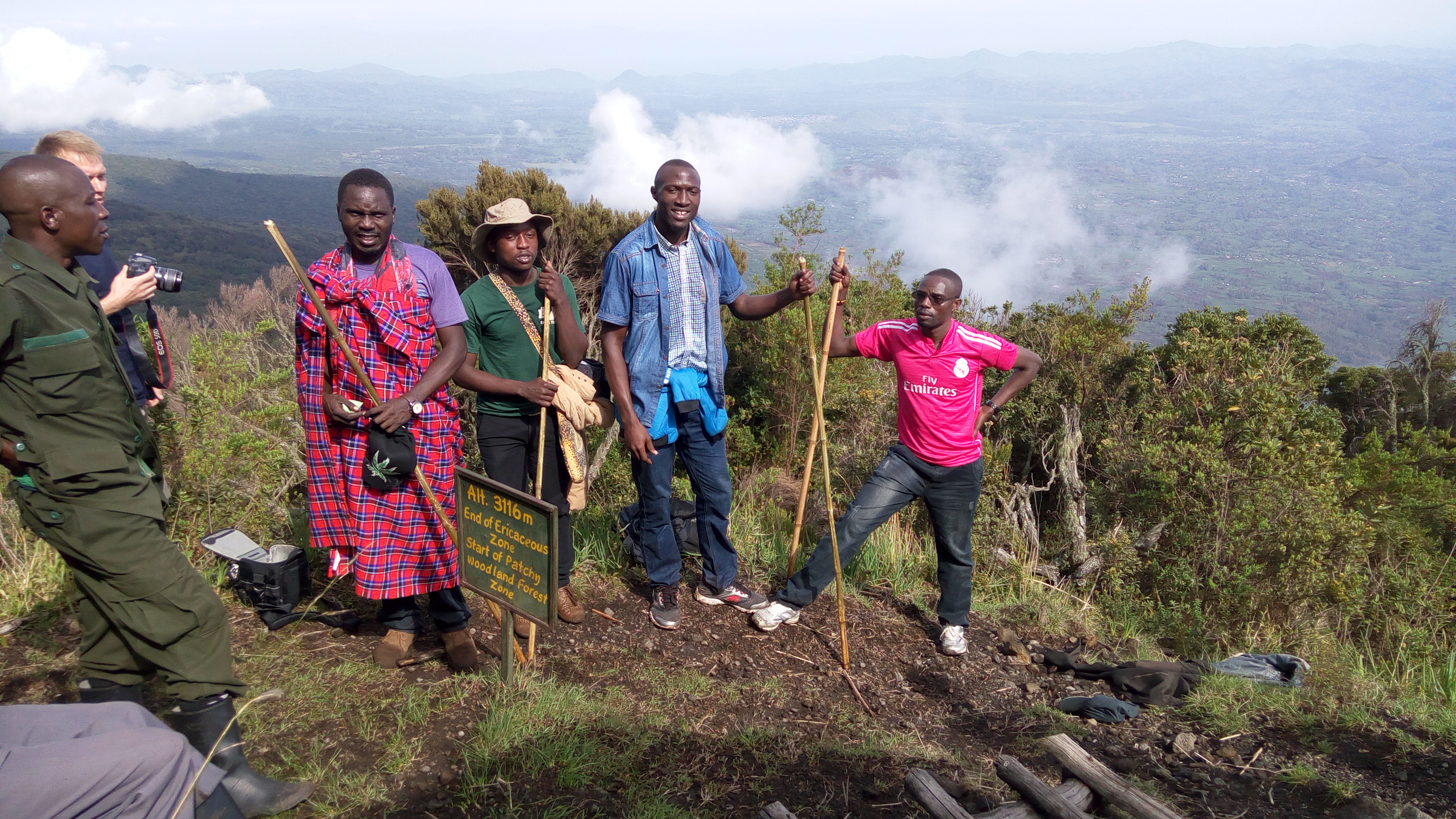
Ascensió al Muhabura

Està envoltat pel llac Mutanda i la vila de Kisoro al nord, el llac Bunyonyi al nord-est, el Gahinga a l'oest, el llac Burera al sud-oest, el llac Ruhondo al sud-sud-est, la vila de Ruhengeri al sud-sud-oest i els Karisimbi, Visoke i Mikeno al sud-oest.
Forma una muntanya cònica amb vessants pronunciats i regulars i connectat a l'oest amb el con de Gahinga que culmina amb 3.474 metres d'altitud. Els dos vims estan formats per laves de basanita i traquiandesita. El Muhavura és coronat per un cràter que conté un petit llac de quaranta metres de diàmetres.